# Бетя Лішанська

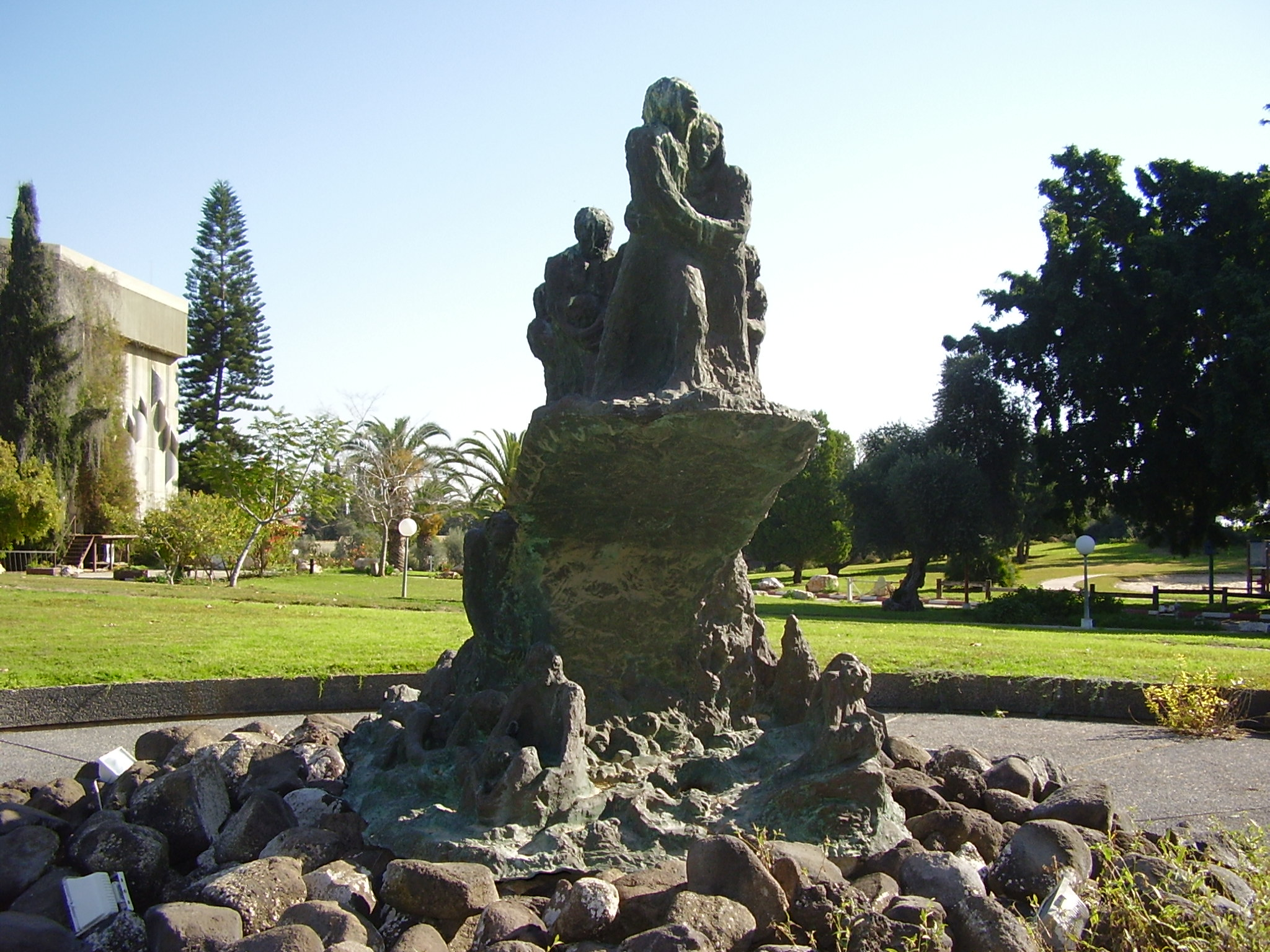
Меморіал жертвам Голокосту в Нетцер Серені

Бетя (Батья) Лішанська (івр. בתיה לישנסקי; 12 вересня 1899 (1900), Малин — 19 квітня 1992, Тель-Авів, Ізраїль) — ізраїльська скульпторка-новаторка, яка народилася в Україні. Працюючи з каменем, деревом та бронзою, вона створила портрети та меморіали на згадку про людей та події перших років Держави Ізраїль. У її численних бюстах зображені діячі культури та політики, а також члени її сім'ї, а монументальні пам'ятники присвячені тим, хто загинув у війні за незалежність (1947—1949 рр.). Багато її робіт можна побачити на постійній виставці в музеї Шомера в Кфар-Гіладі.

## Біографія
Бетя Лішанська, народилася в 1900 році в місті Малині, Житомирської області та була наймолодшою з чотирьох дочок Шошанни (1865—1944) та Меїр Йона Лішанського (1862—1942). Після емміграції до Палестини з матір'ю в 1910 році вона рік навчалася в Академії мистецтв і дизайну «Бецалель» у Бориса Шаца. Потім навчалась у Римській академії витончених мистецтв, але повернулася до Палестини в 1921 році, оселившись у кібуці Ейн Харод і виставляла свої ранні скульптури з дерева. У 1923 році вона поїхала до Берліна, де навчалась три роки, а потім провела ще три роки в Академії живопису та скульптури в Парижі. Лішанська повернулася до Палестини в 1929 р.
Бетя Лішанська померла у Тель-Авіві в 1992 році.

## Художня кар'єра
На ранні роботи Беті Лішанської у стилі, що варіюється від виразності до реалізму, вплинули Огюст Роден та Каміла Клодель. Серед сотень бюстів, які вона створила історичним діячам Ізраїлю, є прем'єр-міністри Давид Бен-Гуріон, Менахем Бегін та Голда Меїр. Однак вона відома насамперед своїми пам'ятниками-меморіалами, зокрема про пам'ять загиблих у війні за незалежність (1947—1949). Зображуючи героїзм і товариські стосунки, цю серію із трьох можна знайти в Кфар-Єхошуа, Бейт-Кешет та сільськогосподарському селі Кадурі. Її меморіал «Від Голокосту до Відродження» знаходиться в Нетцер Серені.

## Нагороди та визнання
Лішанська отримала премію Дізенгофа (першого мера Тель-Авіва) за її внесок у скульптуру двічі: у 1944 та 1957 роках.
У 1986 році вона була удостоєна Ізраїльської премії за роботу в скульптурі.

## Родина
Сестра: Рахель Янаїт Бен-Цві (при народженні — Ґолда Лішанська) — ізраїльська письменниця, лауреатка премії Ізраїлю (1978), дружина президента Ізраїлю Іцхак Бен-Цві у 1952—1963 рр.